# Dennis Miller
Dennis Miller (Pittsburg, 3 de novembro de 1953) é um humorista, apresentador de televisão, comentarista político e esportivo e ator norte-americano. É conhecido por suas avaliações críticas atada com referências da cultura pop. Ele alcançou à fama como membro do elenco de Saturday Night Live, em 1985, e, posteriormente, ganhou seu próprios talk shows na HBO, CNBC e Syndication. Atualmente apresenta um programa diário, de três horas, auto-intitulado programa de rádio, nacionalmente exibido por Dial Global.
Embora em seus primeiros anos de fama, fosse visto como liberal e anti-republicano, nos últimos anos, Miller tornou-se conhecido por suas conservadoras opiniões políticas. Ele é comentarista político regular em The O'Reilly Factor da Fox News Channel em um quadro chamado "Miller Time", e já apareceu no programa ao vivo Hannity & Colmes em um quadro chamado "Real Free Speech". Durante a eleição presidencial de 2012, Miller apareceu na Fox News Channel e disse que com Barack Obama, os EUA estão no caminho para o "modelo europeu".

## Carreira

### Cinema
- Madhouse (1990) - Wes
- Disclosure (1994) - Mark Lewyn
- The Net (1995) - Dr. Alan Champion
- Never Talk to Strangers (1995) - Cliff Raddison
- Bordello of Blood (1996) - Rafe Guttman (Miller referiu-se a este filme como seu "magnum opus".)
- Murder at 1600 (1997) - Detetive Stengel
- Joe Dirt (2001) - Zander Kelly
- Thank You For Smoking (2005)- Ele Mesmo
- What Happens in Vegas (2008) - Juíz Whopper
- The Campaign (2012) - Ele Mesmo

### Especiais para HBO
- Mr. Miller Goes to Washington (1988)
- The 13th Annual Young Comedians Special (1989) (apresentador)
- Black and White (1990)
- Live from Washington, D.C.: They Shoot HBO Specials, Don't They? (1993)
- State of the Union Undressed (1995)
- Citizen Arcane (1996)
- The Millennium Special: 1,000 Years, 100 Laughs, 10 Really Good Ones (1999)
- The Raw Feed (2003)
- Dennis Miller: All In (2006)
- The Big Speech (2010)

### Discografia
- The Off-White Album (Warner Bros. Records, 1988)
- The Rants (Random House Audio, 1996)
- Ranting Again (Random House Audio, 1998)
- Rants Redux (Random House Audio, 1999)
- I Rant, Therefore I Am (Random House Audio, 2000)
- The Rant Zone: An All-Out Blitz Against Soul-Sucking Jobs, Twisted Child Stars, Holistic Loons, and People Who Eat Their Dogs! (HarperAudio, 2001)
- Still Ranting After All These Years (HarperAudio, 2004)

### Publicações
- The Rants (Doubleday, 1996) ISBN 0-385-47804-6
- Ranting Again (Doubleday, 1999) ISBN 0-385-48852-1
- I Rant, Therefore I Am (Doubleday, 2000) ISBN 0-385-49535-8
- The Rant Zone: An All-Out Blitz Against Soul-Sucking Jobs, Twisted Child Stars, Holistic Loons, and People Who Eat Their Dogs! (HarperCollins, 2001) ISBN 0-06-621066-6